# 浦河港
浦河港（うらかわこう）は、北海道浦河郡浦河町にある港湾。港湾管理者は浦河町。港湾法上の「地方港湾」に指定されている。日高山系と太平洋に囲まれた日高振興局東部に位置しており、地域の物流や漁業の活動拠点になっている。日本国内では様似町と日高町のみで採石している「かんらん岩」の移出港になっている。

## 港湾施設
「航空写真」参照
市街地に隣接して港湾施設用地があり、北海道開発局室蘭開発建設部の「浦河港湾事務所」、「浦河町勤労者体育センター・浦河町町民プール」、「浦河町生涯学習センター」、第一管区海上保安本部の「浦河海上保安署」、「日高中央漁業協同組合」が立地しているほか、国道235号沿いには「浦河警察署」、「日高軽種馬農業協同組合」、「浦河町役場」、日高東部消防組合の「消防本部・浦河消防署」が立地している。
外郭施設
- 西島防波堤
- 南防波堤
- 北防波堤
- 南内防波堤
- 北内防波堤
- 第2内防波堤

係留施設
- -7.5 m築地1号岸壁
- -7.5 m築地2号岸壁
- 北ふ頭-5.5 m岸壁
- 北ふ頭-4.5 m岸壁
- 中央-4.5 m岸壁
- 南-5.5 m岸壁
- 第1物揚場
- 中央-3.5 m物揚場
- 第2物揚場
- 第3物揚場
- 第4物揚場
- 第5物揚場
- 第6物揚場
- 第7物揚場
- 南-3.5 m船揚場

その他
- みなと公園

## 官公署
- 浦河町役場
- 日高振興局
- 北海道開発局室蘭開発建設部浦河港湾事務所
- 第一管区海上保安本部室蘭海上保安部浦河海上保安署

## 沿革

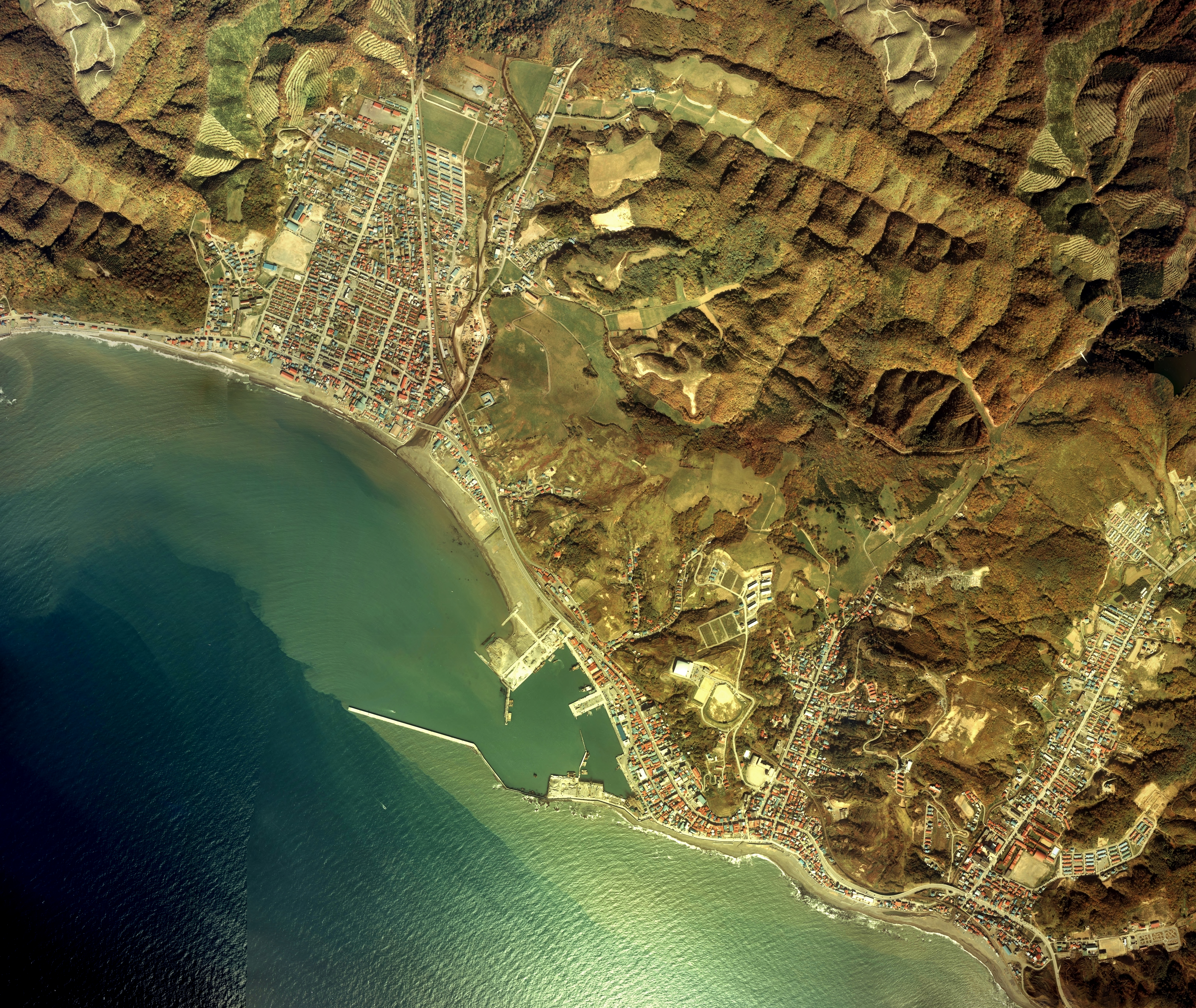
浦河町中心部の空中写真（1978年（昭和53年）撮影の8枚を合成作成）。。

- 1921年（大正10年）：浦河港修築事業着手。
- 1953年（昭和28年）：「地方港湾」指定し、浦河町が港湾管理者となる。
- 1968年（昭和43年）：「十勝沖地震」発生[4]。
- 1978年（昭和53年）：浦河港臨海部土地造成埋立工事着工。
- 1982年（昭和57年）：「浦河沖地震」発生。
- 1994年（平成06年）：「北海道東方沖地震」発生[5]。
- 1999年（平成11年）：水中荷さばき施設完成[6]。
- 2001年（平成13年）：臨港道路完成。
- 2003年（平成15年）：「十勝沖地震」発生[7]。
- 2006年（平成18年）：初の外航船入港[8]。
- 2011年（平成23年）：「東日本大震災」発生[9]。
- 2012年（平成24年）：物揚場（-4.0 m）防風施設完成。